# Charles Dow
Charles Henry Dow (Sterling, 6 novembre 1851 – Brooklyn, 4 dicembre 1902) è stato un giornalista statunitense.
È stato il cofondatore della società Dow, Jones and Company con Edward Jones e Charles Bergstresser. Dow ha fondato anche il Wall Street Journal, che si affermò nel tempo come uno dei più importanti quotidiani finanziari del mondo. Inventò anche il famoso indice Dow Jones Industrial Average in seguito ai suoi studi e ricerche sui movimenti del mercato. Sviluppò inoltre tutta una serie di principi per capire e analizzare il comportamento del mercato che in seguito divennero noti come Teoria di Dow, e furono la base dell'analisi tecnica.